# 和歌山日産自動車
和歌山日産自動車株式会社（わかやまにっさんじどうしゃ）は、和歌山県和歌山市に本社を置く日産自動車の販売会社である。

## 沿革
- 1946年12月 - 和歌山日産自動車設立
- 1996年4月 - 地場資本会社「紀州日産モーター」と合併。紀州日産モーターの法人格を引き継ぎ、社名は和歌山日産自動車のままとなる。

## 事業所
- 本社 - 和歌山市北中島1-10-40
- 大浦店 - 和歌山市湊西ノ坪53
- 中島店 - 和歌山市北中島1-10-40
- 狐島店 - 和歌山市狐島610
- 紀北店 - 橋本市高野口町名古曽929
- 岩出店 - 岩出市西国分671
- 有田店 - 有田郡有田川町明王寺250
- 田辺店 - 田辺市上の山1-9-15
- 新宮店 - 新宮市千穂3-1-54
- 中古車西浜センター - 和歌山市西小二里2-5-58
- 中古車田辺センター - 田辺市東山1-15-7

## 和歌山県内の他日産車販売店
- 日産プリンス和歌山販売